# Diocese of Hong Kong and Macao
Die Diocese of Hong Kong and Macao (chinesisch 中華聖公會港澳教區, Pinyin Zhōnghuá shèng gōnghuì gǎng'ào jiàoqū) war eine extra-provinzielle Diözese in der Anglican Communion, zuständig für Hongkong und Macau. Die Diözese bestand von 1951 bis 1998, als sie als autonome anglikanische Kirche, Hong Kong Sheng Kung Hui, eingerichtet wurde.

## Geschichte
Die Diözese war ein Überbleibsel der älteren Anglican Diocese of Victoria und Teil der Chung Hua Sheng Kung Hui, Chinas autonomer anglikanischer Kirche. Die Chung Hua Sheng Kung Hui wurde 1949 im Chinesischen Bürgerkrieg aufgelöst, als sich die Drei-Selbst-Bewegung (三自爱国运动; Sānzì Àiguó Yùndòng) formierte. Anglikaner in Hongkong und Macau reorganisierten die Diözese, die als extra-provinziell unter die Jurisdiktion des Erzbischofs von Canterbury gestellt wurde. Die Diözese wurde 1998 wieder aufgelöst im Zuge der Gründung der Hong Kong Sheng Kung Hui als Provinz der Anglikanischen Gemeinschaft. Die ursprüngliche Diözese wurde in vier neue aufgeteilt: drei in Hongkong und ein Missionary Area in Macau.

## Bischöfe
- Ronald Hall
  - Andrew Tsu (Assistant)
- Gilbert Baker
  - Luke Cheung Wing Ngok (Assistant)
- Peter Kwong
- Luke Cheung Wing Ngok (chinesisch 張榮岳; * 28. Januar 1916; † 8. Januar 1979) war Assistant Bishop 1978–1979.[2]